# 神経原線維変化
神経原線維変化（しんけいげんせんいへんか、英：Neurofibrillary tangles、略：NFTあるいはNFTs）とは神経細胞内にリン酸化タウ蛋白が繊維構造を取りながら蓄積した構造を指す。アルツハイマー病の重要な病理学的指標の一つであるほか、他のタウオパチーや正常加齢に伴っても観察される。英語ではTanglesと呼ばれることもある。以下ではNFTと記載する。

## NFTの生化学

### NFTの微細構造
NFTを電子顕微鏡で調べると、二重螺旋構造からなる対を成した螺旋状フィラメント（PHF, Paired helical filaments）の蓄積が観察されることが知られている。リン酸化タウが主成分であり、副成分としてユビキチンが存在する。PHFは直径が10 nm程度、約80nmの周期でくびれと膨らみを繰り返す構造をしている。アルツハイマー病の患者の脳からはPHF以外にも直線型のフィラメント（SF, straight filaments）も検出されている。

### NFTの成熟段階
NFTはプレタングル（pretangles）、成熟タングル（mature tangles）、ゴーストタングル（ghost tangles）といった段階を経て成熟することが知られている。プレタングルの段階においてはタウは細かい顆粒として神経細胞の細胞質に存在する。基本的にこの時点では嗜銀性はなく、伝統的にNFTの検出に用いられるGallyas銀染色では染まらない。一方でリン酸化タウを鋭敏に検出する抗リン酸化タウ抗体（AT8など）による免疫染色では可視化される。成熟タングルはNFTとして成熟した段階を示す。神経細胞内で太くねじれた繊維として観察され、Gallyas銀染色などで黒くはっきりと染色される。成熟タングルは一般的に火炎状の形態（flame‐like shape）と表現される他、球状（globose）のNFTも脳幹やマイネルト基底核で観察される。ゴーストタングルは成熟したNFTがより進行したものであり、この段階に至ると神経細胞と核が崩壊し、リン酸化タウの繊維のみが残されている状態となる。

## 臨床におけるNFT

### NFT Braak stage
NFTは脳内において無秩序に蓄積するのではなく、一定の進展経路を共有していることが知られている。1991年にBraakらがステージングとして発表し、現在はNFT Braak stageと呼ばれる。
- Braak stage I, II：経嗅内野ステージ（transentorhinal stage）
- Braak stage III, IV：辺縁系ステージ（limbic stage）
- Braak stage V, VI：新皮質ステージ（isocortical stage）

大まかにいってStage IとIIは前臨床段階であり臨床症状はみられない。Stage IIIとIVでは認知機能障害が起こり始める。Stage VとVIは明らかな認知症を呈する。このNFT Braak stageに従わないケースもありえる。

### NFTが観察される病態
- 正常加齢
- アルツハイマー病
- 進行性核上性麻痺
- 大脳皮質基底核変性症
- 慢性外傷性脳症
- 神経原線維変化型老年期認知症（SD-NFT, senile dementia with neurofibrillary tangles）
- 原発性年齢関連タウオパチー（PART, primary age-related tauopathy）